# 朴葉寿司
朴葉寿司（ほおばずし､ほうばずし）は、日本の中部地方・近畿地方の一部地域に伝わる郷土料理。岐阜県、長野県、奈良県などに見られる。魚や山菜などを具材としたちらし寿司をホオノキの葉（=朴葉）で包んだもので、携行食として持ち歩き、農作業や木こり仕事の合間などに食する。朴葉に包んであるため食事の際に手が汚れにくく、また酢飯や朴葉自体の殺菌効果により日持ちが良いのも特徴である。

## 岐阜県
朴の木の葉を使うことは共通しているが、地域により作り方が大きく異なっている。飛騨地方と東濃・中濃地方は隣接しているため、作り方は両者が混在しており明確な線引きは難しいが、この辺りを中心に最も盛んに朴葉寿司が作られており、岐阜県から広まったものと言われている。

### 飛騨地方
飛騨地方（高山市・下呂市）において、旧暦の端午の節句に、昔から作られてきたもの。
まず鮭（飛騨地方では鱒という）を1cmほどの大きさに切り、生のまま酢に1晩ほど浸ける。翌日、寿司作りに取りかかる。まずご飯を炊く。その間にミョウガの若い茎を細かく切る。ご飯が炊きあがったら、大きな鉢を用意し、ご飯、鮭（酢ごと）、ミョウガを交互に均等に混ざるように入れていく。全部入れ終わったら、上を朴葉で覆う。しかし、上には重しをのせない。しばらくすると、酢がご飯に染み込み食べ頃となる。家庭によっては、筍など他の具を入れることもあり、家により味が異なっている。しかし、比較的、具の数は少ない。最近では、切った鮭を煮たりして、酢に浸ける時間を1時間ほどに短縮するケースもある。
食べるときは、各自が朴葉を持ち、しゃもじで鉢からまだ熱い寿司を取り出し朴葉に盛り、サンショウの葉を入れて、握りながら食べる。この時、朴葉とサンショウの香りが漂う。
残った寿司は、朴葉に挟んで、サンショウの葉を入れて包み保存する。店などで売られているのはこの状態である。
この地方では、各家庭で朴葉寿司が作られるため、家の庭先や畑、空き地などに朴の木が植えられている光景をよく見かける。

### 東濃・中濃地方南部

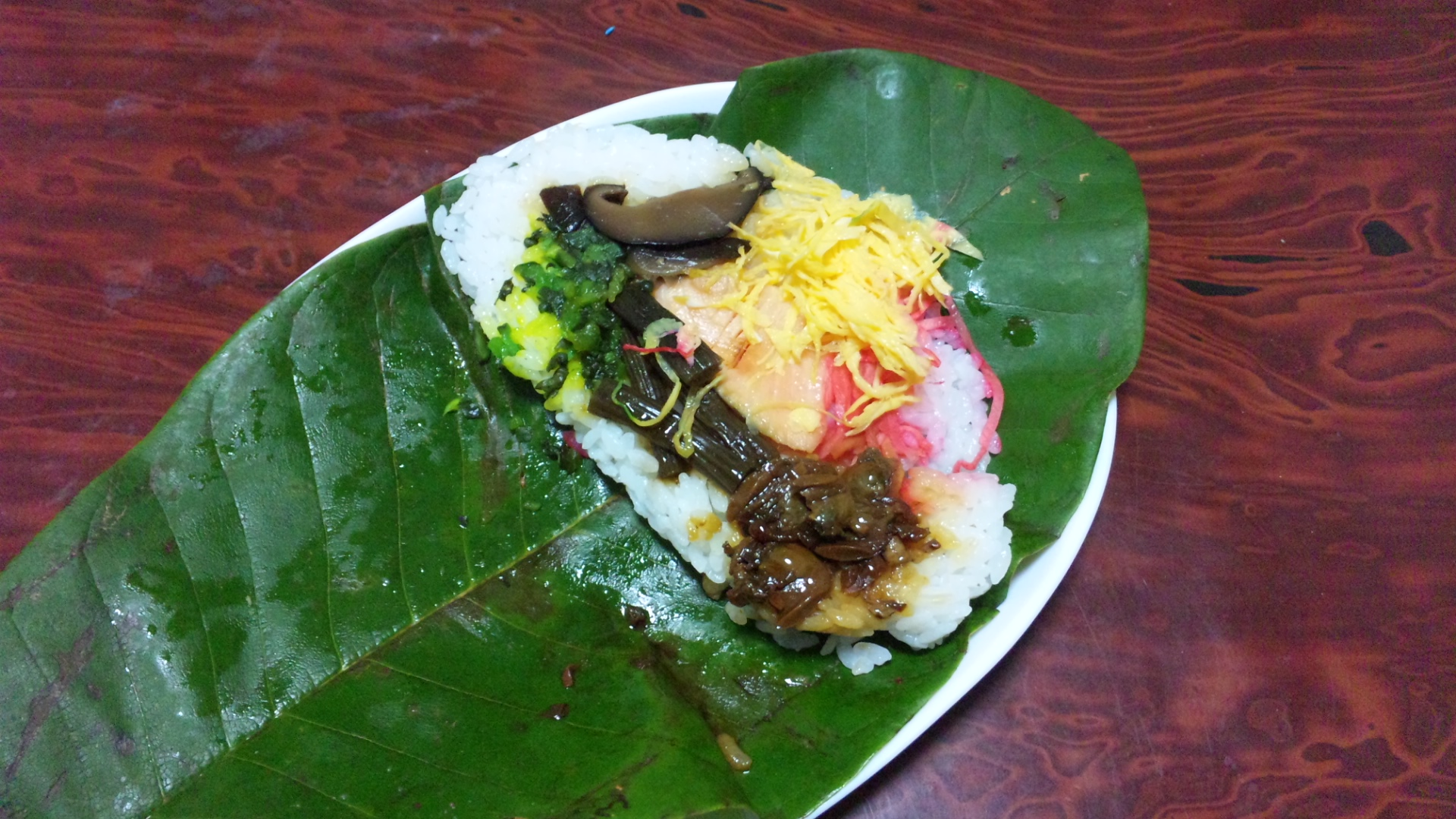
東濃地方出身製作の朴葉寿司（自家製）。酢飯に鮭・きゃらぶき・刻んだ漬物・椎茸の甘露煮・あさりのしぐれ煮・錦糸卵・紅ショウガ・しその実が乗っている。

東濃（中津川市・恵那市・瑞浪市・土岐市・多治見市）・中濃地方南部（美濃加茂市・加茂郡・可児市・可児郡・関市・美濃市）では、昔から農業・林業を生業とする家庭が多く、昼食を畑や山で取ることが多かった。その為、携帯性が良く朴の葉と酢飯の殺菌効果で日持ちし、また近隣との作業の助け合いでまかないにも便利な朴葉寿司が広まったと考えられる。朴葉寿司の時期が田植えの時期と重なっている点も農林業との繋がりを示している。
中濃地域では6月頃になると国道沿いや、山沿いに朴の木の白い花が目立ち、初夏と朴葉寿司の季節を教えてくれる。
事前に酢飯を作る。朴葉に酢飯をのせ、その上にいろいろな具をのせて最後に葉を四角くたたんで紐で結ぶ。具は切り身の鮭、川魚の甘露煮、舞茸、ワラビ、きゃらぶき、紅ショウガ、田麩、しめさば、キュウリ、漬け物のみじん切り、はちのこの佃煮などバラエティに富んでいるが、地方がら山の幸が中心となっている。酢飯を冷ましたり、桶などに並べて重しを乗せるなど、作り方や具はそれぞれの家庭によって多岐にわたる。

### 中濃地方北部
郡上市など郡上地方とも言われる地域では、寿司桶で事前に酢飯を作る。そこに、じゃこ、煮付けたニンジン、ゴボウ、シイタケ、鮭などを入れよく混ぜる。でき上がった寿司を朴葉に包んでいき、桶などに並べ、上から軽く重しをのせる。

## 長野県
木曽地域に伝わる、ちらし寿司を朴葉で包んだ携行食。このほか、清内路（下伊那郡阿智村）でも見られる。

## 愛知県
西三河に伝わる。

## 奈良県
吉野郡東吉野村の郷土料理で、朴の葉寿司（ほおのはずし）と呼ぶ。塩サバの押し寿司を朴の葉で包んだもの。江戸時代、熊野から吉野に持ち込まれた塩漬けのサバを使ったハレの食事として生まれた。